# Philippe Michel (publicitaire)
Pour les articles homonymes, voir Philippe Michel.
Philippe Michel, né le 6 mai 1940 à Chartres et mort le 24 juillet 1993 à Bonifacio, est un publicitaire français. 

## Biographie
Il est considéré, selon le périodique spécialisé Adweek, comme un « philosophe humaniste » et « un des esprits les plus brillants de la publicité française ».
Philippe Michel a été directeur de création de 1969 à 1972 à l'agence de publicité Dupuy Compton.
Il est l'un des fondateurs de l’agence CLM BBDO, et sous sa présidence, son agence est considérée comme le leader de son secteur à Paris.
En 1990, alors qu'il préside CLM BBDO, il est élu président du club des directeurs artistiques européens.
Il a été nommé chevalier des Arts et des Lettres.
Philippe Michel meurt d'une crise cardiaque un mois avant la remise du Grand Prix de l'affichage. L'agence « orpheline depuis la disparition, cet été, de son PDG, Philippe Michel, l'une des grandes figures du monde de la publicité » emporte ce prix à l'unanimité pour sa campagne publicitaire de la marque Kookaï,.

## Campagnes publicitaires notables
Il a été un des publicitaires ayant contribué au développement de l'affichage publicitaire en France. 
- 1981 - Affiches Myriam pour l'afficheur Avenir (photographe : Jean-François Jonvelle)
- Apple « En France, Philippe Michel de l'agence de publicité CLM/BBDO réalisera plusieurs publicités pour Apple qui feront date » (Le Monde, le 15 septembre 1999[12])
- Eram
- Leclerc
- Mamie Nova
- Monoprix
- Total
- TF1 (vente au public de 40 % du capital de TF 1)[13]
- 1986 - Vittel, Grand Prix de l'Affichage[14]
- Volvic
- 1993 - Kookaï[15] - Grand Prix de l'affichage

## Postérité
Personnage influant dans le paysage publicitaire français, évoqué comme une de ses « vedettes publicitaires » au côté de Jacques Séguéla et de Jean-Marie Dru, Philippe Michel a marqué ses collaborateurs et « héritiers » tant par sa personnalité que par sa vision de la publicité. Leurs témoignages ont été réunis dans un dossier lui consacré, réalisé dix ans après sa disparition par le magazine Stratégies. 
En 2005, Anne Thévenet-Abitbol (responsable du planning stratégique de CLM/BBDO entre 1989 et 1998), publie C'est quoi l'idée un livre d'entretiens avec Philippe Michel qu'elle avait réalisés peu de temps avant son décès,. Le livre a été préfacé par  Frédéric Beigbeder qui y évoque ainsi l'influence de Michel sur son propre parcours « c'est une des rencontres les plus importantes de ma vie. Je n'aurais probablement pas écrit 99 francs si Philippe Michel était toujours vivant ». La même année, le Musée de la Publicité à Paris, intègre les publicités réalisées par CLM BBDO sous la direction de Philippe Michel dans l'exposition « Tout est Pub 1970-2005 ».

## Vie privée
Il a été en couple avec la créatrice de mode Agnès Troublé.

## Distinctions
- Chevalier de l'ordre des Arts et des Lettres.